# Балудянський Михайло Андрійович
Михайло Андрійович Балудянський (Балуг'янський; 7 жовтня 1769, с. Фельсьо-Ольсва, Бардіївський округ, Словаччина — 3 квітня 1847, Санкт-Петербург, Російська імперія) — вчений-правознавець, економіст, державний діяч та реформатор у Російській імперії, доктор права. Володів сімома мовами.

## Життєпис
Народився на Пряшівщині у сім'ї греко-католицького священика із закарпатських русинів. Освіту почав здобувати на філософському факультеті Угорської королівської академії в Кошицях (нині місто в Словаччині). У 1789 році закінчив юридичний факультет Віденського університету та розпочав викладацьку роботу в Угорській юридичній академії у місті Надьварад (нині — місто Орадя, Румунія). У 1797 році, захистивши докторську дисертацію, став доктором права Будапештського університету. Працював деканом юридичного факультету Пештського університету. Викладав у навчальних закладах Австрійської імперії.
У 1803, за ініціативи гоф-хірурга (придворного хірурга) імператора Російської імперії Івана Орлая, уродженця Закарпаття, Михайло Андрійович був запрошений до Росії і поселився в Петербурзі. Там у 1804 отримав призначення на посаду професора кафедри політичної економії — Петербурзької учительської гімназії, згодом Головного педагогічного інституту — з політичних та економічних наук, торгового й фінансового права, і, одночасно, працював редактором (у другій експедиції комісії складання зведення законів) по частині державного господарства і фінансів. З 1809 по 1812 роки був начальником 4 відділення комісії і працював по міністерству фінансів. У 1813—1817 викладав економічні і політичні науки великим князям Миколі і Михайлу Павловичам.
У 1819—1821 — декан юридичного факультету і перший ректор Петербурзького університету, склав його статут. У 1824 році залишив університет і став членом комісії Михайла Сперанського зі складання Зводу законів Російської імперії, з 1825 року, після перетворення комісії на 2-ге відділення "Власної Його Імператорської Величності канцелярії" — її начальником. За активної участі Балудянського підготовлено й видано 15 томів Повного зібрання законів і Зводу законів Російської імперії, що містили всі законодавчі акти з 1649 по 1825 роки, та 12 томів Зводу військових постанов.
Балудянський — автор значної кількості проєктів, записок з адміністративного права, фінансів, аграрних відносин, місцевого управління (критикував феодально-кріпосницькі відносини й обґрунтував необхідність реформ) і наукових праць, в тому числі: «Изображение различных хозяйственных систем», «Рассуждение о средствах исправления учреждений и законодательства в России», «О зернохранилищах» тощо, чимало з яких не було опубліковано. За заслуги в розробці російського законодавства Михайло Балудянський одержав герб, на якому зображено книжку законів з цифрою 15, що означало 15 томів його праць. Багато зробив для зміцнення міжнародних наукових і культурних зв'язків Росії з європейськими країнами.
З 1837 — потомствений дворянин, згодом — таємний радник, статс-секретар, сенатор, близький до царського двору.
Як стверджує Е. М. Косачевська, у своїй статті «М. А. Балудьянский в Петербургском университете» 1962 року, серед студентів Балудянського повинен був бути і Олександр Пушкін.
Похований «за заслуги перед Отечеством» у Троїце-Сергієвій лаврі. На надгробку напис: «Да будет воля Твоя» — улюблені слова Михайла Балудянського.
У музеї Петербурзького університету зберігається бронзовий бюст вченого. У 1874 році в Петербурзькому університеті було встановлено стипендію його імені, що присуджувалася студентам, котрі найбільше відзначилися в різних науках, однак до сьогодні ця традиція не збереглася.